# Larutia larutensis
Espèce
Synonymes
- Lygosoma larutense Boulenger, 1900

Larutia larutensis est une espèce de sauriens de la famille des Scincidae.

## Répartition
Cette espèce est endémique de Malaisie péninsulaire. Elle se rencontre dans les États du Perak et du Kedah.

## Étymologie
Son nom d'espèce, composé de larut et du suffixe latin -ensis, « qui vit dans, qui habite », lui a été donné en référence au lieu de sa découverte, le Bukit Larut.

## Publication originale
- Boulenger, 1900 : Description of new reptiles from Perak, Malay Peninsula. Annals and magazine of natural history, sér. 7, vol. 5, p. 306-308 (texte intégral).